# Ioannis Lampadistis
Ioannis Lampadistis (griechisch Όσιος Ιωάννης ο Λαμπαδιστής ‚heiliger Ioannis Lampadistis‘) ist ein Heiliger der orthodoxen Kirche. Die orthodoxe Kirche gedenkt seiner am 4. Oktober.
Er stammte aus Lampadou von Solia, einem Dorf in der Nähe von Galata auf Zypern und lebte im 10. Jahrhundert n. Chr. Er stammte aus einer frommen und wohlhabenden Familie. Sein Vater war Priester und sein Name war Kyriakos. Der Name seiner Mutter war Anna. Im Alter von 22 Jahren wurde er für das Christentum gemartert. Sein Grab befindet sich in der Kirche Agios Ioannis Lampadistis. Das Dorf Agios Ioannis Pitsilias erhielt seinen Namen von dem Heiligen.
Der Schädel von Agios Ioannis befindet sich im Kloster Kykkos auf Zypern. Weitere Reliquien befinden sich im Stavrovouni-Kloster auf Zypern. Das Kloster Agios Ioannis Lampadistis in Kalopanagiotis ist Agios Ioannis gewidmet, ebenso wie die Kirche Agios Ioannis Lampadistis im Dorf Pelendri.